# ERIF Biuro Informacji Gospodarczej
ERIF Biuro Informacji Gospodarczej S.A. – polskie biuro informacji gospodarczej. Rozpoczęło działalność w 2003 r. Początkowo funkcjonowało pod firmą KSV BIG, od 2009 r. jako Rejestr Dłużników ERIF Biuro Informacji Gospodarczej, a od września 2016 r. zmieniło nazwę na ERIF Biuro Informacji Gospodarczej S.A. Od 2007 r. do stycznia 2023 r. biuro należało do Grupy Kapitałowej KRUK. Na początku roku 2023 r. 100% udziałów w podmiocie przejęła międzynarodowa Grupa CRIF. Jest pierwszym tego typu biurem, które od 2010 roku cyklicznie za pośrednictwem niezależnego biegłego rewidenta weryfikowało stan swojej bazy danych, a obecnie regularnie publikuje aktualne statystyki.

## Działalność
W zakresie swojej działalności ERIF BIG S.A. przyjmuje informacje gospodarcze, gromadzi je i udostępnia współpracującym podmiotom. Biuro przetwarza archiwalne informacje gospodarcze dla celów statystycznych, dotyczących dłużników niebędących konsumentami, a także prowadzi działania edukacyjne i szkoleniowe na temat działalności biur informacji gospodarczej.
ERIF prowadzi system wymiany informacji finansowej zawierający dane o zobowiązaniach konsumentów i podmiotów gospodarczych. Znajdują się w nim wpisy dotyczące zarówno nieterminowo regulowanych płatności, jak i informacje o rzetelnych podmiotach i konsumentach regulujących swoje zobowiązania na czas.
W bazie danych biura znajdują się:
- informacje negatywne – dane o zadłużonych osobach i przedsiębiorstwach nieregulujących w terminie swoich zobowiązań. Informacja negatywna zawiera datę jej ujawnienia, tytuł prawny, z którego wynika zobowiązanie dłużnika, kwotę i walutę nieuregulowanych zobowiązań, datę powstania zaległości w płatności, dane dotyczące postępowań w sprawie oraz informacje o ewentualnym kwestionowaniu zobowiązania przez dłużnika;
- informacje pozytywne – dane o podmiotach terminowo regulujących zobowiązania (przedsiębiorcach i konsumentach). Dane te mogą zostać przekazane do BIG przez wierzyciela na wniosek podmiotu, który wywiązał się ze swojego zobowiązania w terminie 14 dni od dnia złożenia wniosku przez ten podmiot albo z własnej inicjatywy wierzyciela, ale za zgodą podmiotu, którego dotyczyło zobowiązanie. Informacja pozytywna zawiera dane o łącznej kwocie, walucie, dacie wymagalności i dacie uregulowania płatności.

Zgodnie z ustawą (Dz.U. z 2010 r. nr 81, poz. 530), do bazy ERIF BIG S.A. może zostać dopisany każdy konsument, który nie spłacił na czas zobowiązania o wartości min. 200 zł, a opóźnienie w spłacie wynosi min. 30 dni. Dodatkowo, co najmniej miesiąc przed planowanym wpisem, dłużnik powinien otrzymać wezwanie do zapłaty wraz z informacją o zamiarze umieszczenia jego danych w ERIF BIG S.A. Każda osoba dokonująca wpisu w tym rejestrze ponosi za przekazane informacje pełną odpowiedzialność, a jej obowiązkiem jest dokonanie stosownych aktualizacji w przypadku częściowej lub całkowitej spłaty zobowiązania, a także w przypadku jego wygaśnięcia. Na takie działanie osoba dokonująca wpisu ma 14 dni. 
Z usług biura korzystają konsumenci, przedsiębiorcy, banki, fundusze sekurytyzacyjne, jednostki samorządu terytorialnego, spółki prawa handlowego działające na rzecz gmin i inne podmioty poszukujące kompleksowych informacji o klientach i kontrahentach. Osoby fizyczne są najczęściej sprawdzane przez firmy pożyczkowe (np. w sytuacji złożenia wniosku o pożyczę pozabankową), operatorów telekomunikacyjnych (w sytuacji podpisywania umów długoterminowych), firmy leasingowe, czy towarzystwa ubezpieczeniowe. 
Każda osoba fizyczna może sprawdzić jakie dane na jej temat przechowywane są w bazach ERIF. W tym celu należy założyć specjalne konto w serwisie ERIF Konsument. Ustawa z dnia 9 kwietnia 2010 r. o udostępnianiu informacji gospodarczych i wymianie danych gospodarczych (Dz. U. z 2010 r., Nr 81, poz. 530) każdej osobie gwarantuje nieodpłatny dostęp do takich informacji raz na sześć miesięcy. 

## Historia
ERIF BIG S.A. powstał w 2004 roku. Początkowo działał jako spółka KSV BIG S.A., należąca do austriackiego przedsiębiorstwa KreditSchutzVerband von 1870. W 2007 roku 100% udziałów w spółce KSV BIG zakupiła Grupa Kapitałowa KRUK. Spółka zmieniła firmę – początkowo na Europejski Rejestr Informacji Finansowej Biuro Informacji Gospodarczej (ERIF BIG). Od 2009 roku przedsiębiorstwo działało pod nazwą Rejestr Dłużników ERIF Biuro Informacji Gospodarczej. Z kolei w 2016 r. jego nazwę zmieniono na ERIF Biuro Informacji Gospodarczej S.A. i ta nazwa obowiązuje obecnie. Na początku stycznia 100% udziałów w podmiocie przejęła międzynarodowa Grupa CRIF.
Od 2004 roku spółka pozostaje członkiem Związku Przedsiębiorstw Finansowych. Działa na rzecz edukacji i poprawy znajomości zasad funkcjonowania rynku, informacji kredytowej i gospodarczej w Polsce.
W 2010 roku ERIF, jako pierwsze w Polsce biuro informacji gospodarczej, wprowadził cykliczny system weryfikacji bazy dłużników i rzetelnych kontrahentów. Dzięki temu poprawiła się wiarygodność danych umieszczonych w bazie.
W 2011 roku liczba długów dopisanych do bazy ERIF BIG S.A. przekroczyła 1 mln. Ich łączna wartość (stan na 11.01.2012) to ponad 5 361 mln zł. W bazie znalazło się także 1400 wpisów pozytywnych (stan na 11.01.2012).  
Aktualne statystyki bazy ERIF można zobaczyć na stronie Statystyki bazy ERIF BIG S.A.